# Sciapus flabellifer
Sciapus flabellifer är en tvåvingeart som beskrevs av Becker 1923. Sciapus flabellifer ingår i släktet Sciapus och familjen styltflugor. Inga underarter finns listade i Catalogue of Life.